# Mycale urizae
Mycale urizae är en svampdjursart som beskrevs av Carballo och L. Hajdu 1998. Mycale urizae ingår i släktet Mycale och familjen Mycalidae.
Artens utbredningsområde är Namibia. Inga underarter finns listade i Catalogue of Life.